# توپکون آر ئی-سوپر
توپکون آر ئی-سوپر (به انگلیسی: Topcon RE-Super) یک دوربین عکاسی ساخت شرکت توپکون است.